# I Wanna Be a Hippy
Vous lisez un « bon article » labellisé en 2014.
Pour les articles homonymes, voir I Wanna Be et Hippie (homonymie).
Singles de Technohead
Mary Jane
(1995) Headsex
(1996)
I Wanna Be a Hippy est un single de happy hardcore, composé en 1995 par le groupe britannique Technohead, à cette époque installé aux Pays-Bas. Le single est, par la suite, mixé et remixé par des artistes appartenant au même courant musical tels que Dano et Speedfreak, puis adapté sur plusieurs supports audio. Peu de temps après, un clip vidéo et humoristique du single est réalisé, mettant en scène un groupe de trois jeunes individus prenant en chasse un hippie dans un parc à Amsterdam, puis initialement diffusé sur la chaîne de télévision néerlandaise TMF. Parallèlement, le clip marque la découverte des futurs membres du groupe Party Animals formé par les artistes Flamman & Abraxas, qui seront plus tard adjoints dans le genre happy hardcore.
Le single atteint de nombreux classements musicaux pendant plusieurs semaines, parfois consécutives, dans douze différents pays européens et ailleurs dans le monde, puis écoulé à plus de 50 000 exemplaires aux Pays-Bas, pays dans lequel il a été composé. Il est également certifié disque d'or au label Mokum Records, et deux fois disque d'argent aux compagnies de disque Roadrunner Records et Edel. Cependant, le deuxième membre de Technohead, Lee Newman décède le 4 août 1995 des suites d'un cancer de la peau, trois jours après la parution de leur album Headsex, et avant d'avoir pris connaissance des certifications.

## Développement

### Composition
I Wanna Be a Hippy met en avant la sonorité typique du happy hardcore, à cette époque un sous-genre musical dérivé du courant gabber, dont l'émergence est initialement retracée en Écosse et aux Pays-Bas, puis dans le nord de l'Europe entre 1994 et 1995,. Le single a été composé par le groupe instrumentiste Technohead, originellement connu sous le nom de Greater than One (G.T.O.), formé par Lee Newman et Michael Wells, un couple marié originaire de Londres, au Royaume-Uni, et résidant durant cette même période à Amsterdam. Les paroles, dont le thème se concentre sur la marijuana, sont reprises de la chanson I Like Marijuana, chantées par David Peel puis ajoutées et modifiées par Technohead en haute fréquence tonale. Le single, dont le tempo se situe à 177 BPM, se compose d'instruments de percussion échantillonnés incluant kicks distordus et courts, claps, et d'un morceau de caisse claire provenant vraisemblablement du genre breakbeat. Le single est également mixé par d'autres compositeurs hardcores comme Dano, Flamman & Abraxas et Speedfreak, puis initialement distribué sous format 45 tours.
Lee Newman et Michael Wells étaient auparavant réputés pour avoir composé d'autres titres sous plusieurs alias tels G.T.O., Tommy Yamaha et Tricky Disco pour des labels tels Warp Records, Kunst = Kapital (leur deuxième label), et Dataflox Records,. Lors d'une entrevue avec Todd Zachritz du Godsend Magazine en 1989, Lee et Michael expliquent de leur point de vue que « la musique peut être efficacement utilisée pour communiquer des idées et philosophies. Malheureusement, comme pour l'art, elle est le plus souvent utilisée pour divertir. Contrairement à certains, Greater Than One refuse de divertir. Le vrai divertissement est ennuyeux. Kunst Kapital Recordings a été fondé en 1987 à Londres. Chaque morceau est composé depuis un ordinateur à l'aide de collage sonore. Les titres sont souvent des slogans de G.T.O. et font partie intégrante de la communication. » Le couple partage également son admiration pour des artistes ou groupes musicaux comme Public Enemy, Von Magnet, Stockhausen et Madonna et en font des sources d'inspiration. Cependant, le groupe connaît un profond changement avec le décès de Lee Newman trois jours après la commercialisation de son dernier album studio intitulé Headsex,,. Elle succombe le 4 août 1995 des suites d'un cancer de la peau, avant même d'avoir pris connaissance de la certification du single,,.

### Parution et postérité
I Wanna Be a Hippy, un single composé pour le label discographique néerlandais Mokum Records, est initialement paru dans un 45 tours intitulé Mary Jane distribué par Warner / Chappell Music Ltd. sous les références MOK 32 et Mokum DB 17946,, puis plus tard, dans un album studio intitulé Headsex. Entretemps, le single est paru dans un CD maxi éponyme accompagné de trois mixes. La licence est ensuite rachetée et le morceau est distribué par différentes autres compagnies de disque telles Bit Music en Espagne, et Roadrunner Records au Royaume-Uni, pour laquelle le disque devient son deuxième single le plus rentable. Plus tard, le single est vendu sur internet, en même temps que ses versions mixées, sous forme de téléchargement payant le 30 novembre 2007. Il est également inclus dans plusieurs compilations telles Thunderdome VIII - The Devil In Disguise (1995), Happy Hardcore Top 100 Ever (2009), et Big Tunes: Back 2 the 90s (2009), Gabber Top 100 (2011). Niel Jansen, promoteur au label Roadrunner, explique que le single, parmi tant d'autres orientés gabber et composés pour le label Mokum Records, se marque comme le premier single commercial « gabber ou happy hardcore » en 1995. Grâce à ce single, les compositeurs Flamman & Abraxas reconnaissent rapidement le potentiel de ce nouveau genre musical, à l'époque nommé d'une manière alternative « happy-gabba » ou « fun-core », et y adjoignent alors le nouveau groupe Party Animals.

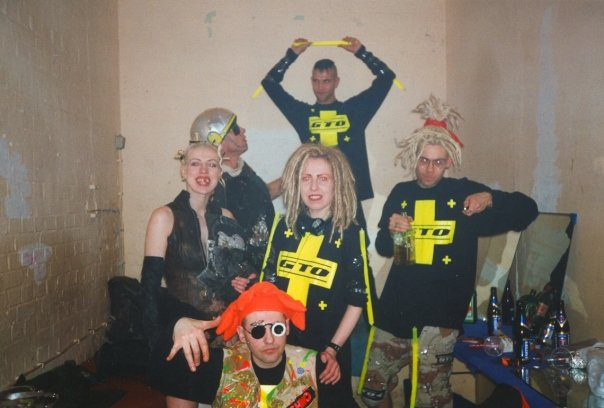
Greater Than One, avec le couple Lee Newman (au milieu) et Michael Wells (à droite) formant Technohead.

Pour faire la promotion du single, un clip vidéo est tourné dans un parc à Amsterdam et inclut le remix de Flamman & Abraxas ; le clip met en scène trois jeunes individus au crâne rasé, plus précisément des gabbers, portant un t-shirt rouge avec inscrit dessus « Mokum », prenant en chasse un hippie avec d'énormes marteaux gonflables,. C'est grâce à ce clip que ces quatre jeunes gens ont été découverts par les producteurs Flamman & Abraxas et qui seront intronisés ensemble dans la scène happy hardcore sous le nom des Party Animals. La vidéo est d'abord diffusée aux Pays-Bas sur la chaîne de télévision TMF, et dans une émission nommée Housefrau en Allemagne sur VIVA. Néanmoins, malgré le succès qui entoure le clip, ce dernier marque un point de non-retour au sein de la scène gabber, sa parodie devenant plus populaire que la scène musicale en elle-même. Plus tard, deux nouveaux singles suivent dont Happy Birthday, qui atteint la dix-huitième place du 27 avril la même année le 25 mai, et Banana-na-na, qui atteint la soixante-quatrième le 12 octobre 1996 dans le classement britannique,. En 2004, une nouvelle vidéo promotionnelle créée sous Flash est mise en ligne sur le site Brainwashed.com. En 2013, la chanson est reprise par un groupe du nom de Hell Death Fury.

## Accueil
I Wanna Be a Hippy est un succès commercial, principalement aux Pays-Bas et en Allemagne. Néanmoins, le single n'est pas que bien accueilli. Lors d'une soirée au festival de musique gabber, Nightmare, alors que des problèmes techniques surviennent, le public scande « happy is for homos » en français : « le happy, c'est pour les homos » en référence à la scène émergente happy hardcore et au classement phénoménal du titre I Wanna Be a Hippy dans les classements musicaux internationaux. En novembre 2003, la chaîne télévisée britannique Channel 4 dresse une liste des cent « pires singles de tous les temps » (All-Time Top 100 Worst Singles) et classe le single à la soixantième place du classement de son documentaire 100 Worst Pop Records,. I Wanna Be a Hippy demeure l'un des symboles de la culture happy hardcore. En 2013, la chaîne de radio néerlandaise Radio Veronica utilise le morceau dans sa publicité pour son 90s Top 750[source secondaire souhaitée], classement sur lequel il pointe à la 155e place.

### Classement
| Classement (1995-1996)                  | Meilleure position |
| --------------------------------------- | ------------------ |
| Australie (ARIA)                        | 20                 |
| Allemagne (Media Control AG)            | 1                  |
| Autriche (Ö3 Austria Top 40)            | 1                  |
| Belgique (Flandre Ultratop 50 Singles)  | 1                  |
| Belgique (Wallonie Ultratop 50 Singles) | 1                  |
| Europe (Hot 100)                        | 8                  |
| Pays-Bas (Nederlandse Top 40)           | 1                  |
| Suisse (Schweizer Hitparade)            | 5                  |
| Irlande (Irish Singles Chart)           | 5                  |
| Royaume-Uni (UK Singles Chart)          | 6                  |
| Finlande (Suomen virallinen lista)      | 12                 |

Après commercialisation, I Wanna Be a Hippy entre dans le top de nombreux classements musicaux pendant plusieurs semaines, parfois consécutives, dans une douzaine de différents pays européens et également hors des frontières européennes. Le 14 octobre 1995, le single atteint la huitième place dans l'European Hot 100 Singles. Aux Pays-Bas, pays dans lequel le single a été initialement commercialisé, il gagne la première place pendant quatre semaines consécutives puis reste classé pendant treize semaines dans le Nederlandse Top 40. En Allemagne, le single gagne également la première place et reste dans le Media Control Charts pendant neuf semaines consécutives du 14 octobre au 18 décembre 1995,. Son pays voisin, l'Autriche, lui attribue également la première place pendant quatre semaines consécutives, et reste dans l'Ö3 Austria Top 40 pendant un total de treize semaines du 3 septembre au 28 novembre 1995.
Dans les pays partiellement francophones, le single atteint la première position des classements musicaux belges pendant dix-neuf semaines, et en Suisse, il le reste pendant quinze semaines consécutives du 27 octobre au 3 décembre 1995. Au Royaume-Uni, le single est classé à la douzième place du Top 40 Official UK Singles Archive le 2 mars 1996 et retombe à la soixante-seizième place au 4 mai la même année,,, tandis que son pays voisin, l'Irlande, lui attribue la cinquième place en mars 1996 au classement du Irish Singles Chart. En Finlande, il obtient la douzième place du Suomen virallinen lista pendant quatre semaines. Dans le reste du monde, en Australie, il atteint la vingtième place des classements musicaux dès le 23 juillet 1995 et reste classé pendant quatorze semaines consécutives parmi les ARIA Charts.

### Certifications
Le single est certifié disque d'or en 1995 au label Mokum Records pour plus de 50 000 exemplaires vendus aux Pays-Bas et approximativement 25 000 exemplaires en Allemagne avec la version mixée de Dano incluse. Il est également certifié deux fois disque d'argent en 1996 ; un chez Roadrunner Records pour plus de 250 000 exemplaires vendus au Royaume-Uni, et un également chez Roadrunner Records, avec Edel, pour plus de 250 000 exemplaires vendus en Allemagne.

## Remixes
| Classement (2004)             | Meilleure position |
| ----------------------------- | ------------------ |
| Pays-Bas (Nederlandse Top 40) | 58                 |

En 2002, la chanson est remixée par E-Ject sous le pseudonyme Technohead vs. E-Ject. En 2004, la chanson est remixée par Technohead sous le titre I Wanna Be A Hippy (I Wanna Get Stoned 2004 Remix) et entre dans le  Nederlandse Top 40.
| 1. | I Wanna Be A Hippy (2004 Remix) (Remix)                                 | 3:19  |
| 2. | I Wanna Be A Hippy (E-Ject Mix) (E-Ject)                                | 4:43  |
| 3. | I Wanna Be A Hippy (Hippy Weird Mix) (Hippy Weird Mix)                  | 3:24; |
| 4. | I Wanna Be A Hippy (Dreadlock Holliday) (Ilsa Gold Mix) (Ilsa Gold Mix) | 5:22  |

| 1. | Sans titre (G.T.O. Mix)                                                                              | 5:10 |
| 2. | I Wanna Be A Hippy (Get Stoned) (Carl Cox Mix) (Carl Cox Mix)                                        |      |
| 3. | Sans titre                                                                                           | 7:10 |
| 4. | I Wanna Be A Hippy (I Wanna) (Daz Sound & Trevor Rockcliffe Mix) (Daz Sound & Trevor Rockcliffe Mix) | 6:30 |
| 5. | I Wanna Be A Hippy (Get High) (G.T.O. Mix)                                                           |      |

## Fiche technique

### Liste des pistes
| 1. | I Wanna Be a Hippy (Original Mix)          | 5:03 |
| 2. | I Wanna Be a Hippy (Dano No Sweat Mix)     | 5:12 |
| 3. | I Wanna Be a Hippy (Flamman & Abraxas Mix) | 3:17 |
| 4. | I Wanna Be a Hippy (Speedfreak Mix)        | 6:04 |

| 1. | I Wanna Be a Hippy (Flamman & Abraxas Radio Mix) | 3:17 |
| 2. | I Wanna Be a Hippy (Original Mix)                | 5:03 |
| 3. | I Wanna Be a Hippy (Speedfreak Mix)              | 6:04 |
| 4. | I Wanna Be a Hippy (Zippy Mix)                   | 4:17 |
| 5. | I Wanna Be a Hippy (Dano No Sweat Mix)           | 5:12 |

### Crédits
- Auteurs-compositeurs : Lee Newman, Michael Wells[52]
- Réalisateurs artistiques : Lee Newman, Michael Wells